# 底なしのバケツのようにざらざら
底なしのバケツのようにざらざら（そこなしのバケツのようにざらざら）は、2010年に結成された日本のバンド。ギターボーカル、ベース、ドラム、ギターの男性4人組によって構成される。略称として「そこばけ」が多く用いられる。

## 経歴
2010年、早稲田大学の音楽サークルModern Music Troop（モダンミュージックトゥループ）で出会ったメンバーでバンドを結成。2014年、ファーストアルバム「praythem」を作成。2018年、２枚目のアルバムとなる「actslum」をリリース。同時期にサブスクリプション配信を解禁。結成当初から、秋葉原、新宿、吉祥寺、高円寺界隈のライブハウスに（秋葉原クラブグッドマン、吉祥寺NEPO、東高円寺 U.F.O.CLUB等）多数出演。

## ディスコグラフィー
- FIRST ALBUM「praythem」（2014年）
- SECOND ALBUM「actslum」（2018年）

## イベント出演歴
- 2014/08/10　自主企画ライブ「PB/PW」開催
- 2014/12/12　「みんなの戦艦リンキーディンク４」出演
- 2017/11/18　自主企画ライブ「Speechless No dance」開催
- 2018/07/27　「FUJI ROCK FESTIVAL'18 ROOKIE A GO-GO」出演
- 2018/11/10　自主企画ライブ「act slum in the city」開催
- 2019/11/02　自主企画ライブ「pool spike」開催